# Fano-Varietät
In der algebraischen Geometrie, einem Teilgebiet der Mathematik, ist eine Fano-Varietät eine vollständige Varietät über einem Körper {\displaystyle k}, deren antikanonisches Bündel {\displaystyle -K_{X}=det(TX)} ampel ist. Eine Fano-Mannigfaltigkeit ist eine singularitäten-freie komplexe Fano-Varietät.

## Beispiele
- der projektive Raum {\displaystyle kP^{n}}
- Graßmann-Varietäten
- {\displaystyle (n-1)}-dimensionale Untervarietäten {\displaystyle X\subset kP^{n}} mit {\displaystyle deg(X)<n+1}
- vollständige Durchschnitte in {\displaystyle kP^{n}}, für die die Summe der Grade kleiner als {\displaystyle n+1} ist
- projektive Varietäten, die homogen für eine lineare algebraische Gruppe sind
- {\displaystyle 2}-dimensionale Fano-Varietäten sind del Pezzo-Flächen

## Eigenschaften
- Für die Kohomologie der Garbe der regulären Funktionen gilt {\displaystyle H^{i}(X,{\mathcal {O}}_{X})=0} für {\displaystyle i>0} (Verschwindungssatz von Kodaira).
- Der Kegel effektiver Zykel ist ein Polyeder.
- Für den Index {\displaystyle r_{X}=\max \left\{m\in \mathbb {N} \colon -K_{X}=mL{\mbox{ für einen Divisor }}L\right\}} und den Pseudoindex {\displaystyle i_{X}=\max \left\{m\in \mathbb {N} \colon -K_{X}\cdot C=m{\mbox{ für eine rationale Kurve }}C\subset X\right\}} gilt {\displaystyle i_{X}=ar_{X}} mit {\displaystyle a\in \mathbb {N} }.
- Für komplex {\displaystyle n}-dimensionale Fano-Mannigfaltigkeiten gilt {\displaystyle i_{X}\leq n+1} mit Gleichheit nur für {\displaystyle X=\mathbb {C} P^{n}}.
- Fano-Varietäten über {\displaystyle \mathbb {C} } sind rational zusammenhängend und insbesondere von rationalen Kurven überdeckt, d. h. es gibt einen Morphismus von {\displaystyle X\times P^{1}k} mit dichtem Bild.[1]

## Bedeutung im Minimale Modelle-Programm
Ziel der klassischen algebraischen Geometrie ist die birationale Klassifikation projektiver Varietäten mittels minimaler Modelle. Es gibt zwei Typen minimaler Modelle, entweder ist ihr kanonisches Linienbündel nef oder sie lassen sich fasern, so dass die antikanonischen Bündel aller allgemeinen Fasern Ampel sind. Das minimale Modelle-Programm führt also zum Studium von Fano-Varietäten, denn diese sind die allgemeinen Fasern für den zweiten Typ minimaler Modelle.

## Bedeutung in der Differentialgeometrie
Yaus Lösung der Calabi-Vermutung impliziert, dass eine glatte komplexe Varietät genau dann eine Kähler-Metrik positiver Ricci-Krümmung trägt, wenn sie eine Fano-Varietät ist. Die Fano-Bedingung ist dann also äquivalent zu Positivität der ersten Chern-Klasse {\displaystyle c_{1}>0}.
Durch Arbeiten von Chen-Donaldson-Sun wird auch die Frage nach der Existenz von Kähler-Einstein-Metriken auf Fano-Mannigfaltigkeiten beantwortet. Diese existieren genau dann, wenn die Fano-Mannigfaltigkeit K-stabil ist mit einer auf Gang Tian zurückgehenden Definition von K-Stabilität.

## Bedeutung in der Arithmetik
Fano-Varietäten können auch über endlichen Körpern {\displaystyle F_{p}} definiert werden, wo sie ein wichtiges Thema der Zahlentheorie sind. Eine Vermutung von Serge Lang besagte, dass es auf ihnen immer rationale Punkte gibt. Diese Vermutung wurde 2004 von Hélène Esnault bewiesen. Durch eine Anwendung der Spurformel für den Frobenius-Automorphismus zeigte sie, dass die Anzahl der rationalen Punkte kongruent zu 1 modulo p ist. Eine allgemeinere Vermutung Manins gibt eine genaue Asymptotic für die rationalen Punkte beschränkter Höhe auf einer Fano-Varietät.